# Близнака
Езерото Близнака е четвъртото от Седемте рилски езера. То е най-голямото по площ. По дълбочина е на трето място след Окото и Бъбрека.
Разположено е на 2243 метра надморска височина, северно от връх Дамга, в западното подножие на вр. Харамията. Състои се от две части, а между тях има тесен плитък проток. От тази особеност идва и името му, както и предишното наименование на турски – Чифте гьол.
Южната част на езерото е по-дълбоката, обградена е от стръмни скални стени, под които до късно лято се задържат големи снежни преспи; обликът ѝ е алпийски. В тази част се вливат водите на първото езеро, най-горното – Сълзата. Северната част на Близнака е по-плитка, с полегати брегове, по които расте хвойна. В нея се вливат водите на второто езеро (Окото) и на третото езеро (Бъбрека). Оттокът на Близнака се влива в петото езеро (Трилистника).
Площта на водосборния басейн е 2,10 кв. км. Площта на водната повърхност е 91 декара. Водният обем на езерото е 590 хил.м3, а максималната дълбочина е 27,5 метра.

## Галерия
- Близнака, 7 юли 2007
- Близнака, 31 юли 2009
- Близнака, 23 май 2016
- Близнака, 28 май 2016